# Eleccions legislatives georgianes de 1995
Les eleccions legislatives georgianes de 1995 foren dutes a terme el 5 i el 19 de novembre de 1995 per a renovar els 325 membres del Parlament de Geòrgia. Foren les segones eleccions des de la independència de Geòrgia el 1991. Van suposar la victòria de la Unió de Ciutadans de Geòrgia del president Eduard Xevardnadze, qui governarà el país fins a la Revolució Rosada de 2003.
Resum dels resultats de les eleccions al Parlament de Geòrgia (Sakartvelos Parlamenti) de 28 de març de 1995
| Partits i aliances                                                                                         | Vots      | %     | Escons proporcionals | Escons per majoria |
| --- | --------- | ----- | -------------------- | ------------------ |
| Unió de Ciutadans de Geòrgia (Sakartvelos Mokalaketa Kavshiri,საქართველოს მოქალაქეთა კავშირი)              | 504.586   | 23,71 | 90                   | 17                 |
| Aliança Democràtica Nacional (Erovnul Demokratiuli Aliansi)                                                | 169.218   | 7,95  | 31                   | 3                  |
| Unió Democràtica pel Reviscolament (Demokratiuli Aghordzinebis Kavshiri, დემოკრატიული აღორძინების პავშირი) | 145.625   | 6,84  | 25                   | 6                  |
| Partit Socialista Georgià (Sak'art'velos Sotsialisturi Partia, განყოფილება მზადების პროცესშია)             | 80.747    | 3,79  | -                    | 4                  |
| Bloc Progressista (Bloki Progresi)                                                                         | 29.189    | 1,37  | -                    | 4                  |
| Bloc Solidaritat (Bloki Tanadgoma თანადგომა)                                                               | 45.747    | 2,15  | -                    | 3                  |
| Unió de Tradicionalistes Georgians (Kartvel Traditsionalistta Kavshiri , ქართველ ტრადიციონალისტთა კავშირი) | 89.752    | 4,22  | -                    | 2                  |
| Unió de Reformistes de Geòrgia-Concòrdia Nacional (Sakartvelos Reformatorta Kavshiri-Erovnuli Tankhmoba)   | 61.424    | 2,89  | -                    | 2                  |
| Partit d'Unitat Republicana (Gaertianebuli Respublikuri Partia)                                            | 35.051    | 1,65  | -                    | 1                  |
| Unió de la Justícia Estatal (Sakhelmtsipoebriv Samartlebrivi Gaertianeba)                                  | 22.190    | 1,65  | -                    | 1                  |
| Lemi | 8.772     | 0,41  | -                    | 1                  |
| Independents                                                                                               |           |       | -                    | 29                 |
| membres representants als desplaçats d'Abkhàzia                                                            |           |       |                      | 12                 |
| Total | 2.127.946 | 150   | 72                   | 235                |